# Fred Reinfeld
Fred Reinfeld est un joueur d'échecs et un auteur américain né le 27 janvier 1910 à New York et mort le 29 mai 1964 à East Meadow. Champion de l'État de New York en 1931 et 1933, Reinfeld a écrit près d'une centaine d'ouvrages principalement sur les échecs, mais aussi sur beaucoup d'autres sujets : les Dames, la numismatique, la philatélie, l'histoire, la géologie, la médecine, la physique, la politique et le droit.

## Carrière de joueur d'échecs
Reinfeld fut champion de l'État de New York à deux reprises : en 1931 avec 8,5 points sur 11, sans perdre une partie, devant Reuben Fine et Arthur Dake et en 1933, à Syracuse, avec huit victoires et trois nulles, devant Arnold Denker et Reuben Fine. En 1932, il battit Reuben Fine lors du championnat du Marshall Chess Club et finit deuxième du tournoi remporté par Fine. La même année, il battit Reshevsky lors de l'Open des États-Unis à Minneapolis et finit troisième du tournoi remporté par Fine devant Reshevsky. Lors du tournoi international de Pasadena, il finit dixième mais fit match nul avec le champion du monde Alexandre Alekhine. En 1933-1934, il termina deuxième du championnat du Marshall Chess Club, puis premier l'année suivante (1934-1935).
Lors du premier classement publié par la fédération américaine publié en 1950, Reinfeld était classé sixième joueur américain.

## Ouvrages publiés sur les échecs

### Livres sur les tournois
- (en) The Book of the Cambridge Springs International Tournament 1904, The Black Knight Press, 1935.
- (en) The Games of the 1933 Match Between S. Flohr and M. Botvinnik, 1935.
- (en) A. Alekhine vs. E.D. Bogoljubow : World's Chess Championship 1934, McKay, 1934.
- (en) Book of the 1935 Margate Tournament, 1935.
- (en) Book of the 1935 Warsaw International Chess Team Tournament, 1935.
- (en) Book of the 1936-37 Hastings Tournament, 1937.
- (en) Semmering-Baden Tournament of 1937, 1937.
- (en) Kemeri Tournament, 1937, 1938Écrit avec Sidney Norman Bernstein (en)..
- (en) Games of the 1938 Washington State Chess Association Championship, 1938.
- (en) Ventnor City Tournament, 1939, 1939.
- (en) The USCF 7th Biennial US Championship of 1948, 1948.

### Études sur les champions
- (en) Dr. Lasker's Chess Career, Part I, 1889–1914, Printingcraft, 1935Écrit avec Reuben Fine. Réédité en 1963 par Dover sous le titre Lasker's Greatest Chess Games, 1889–1914
- (en) Thirty-five Nimzowitsch Games, 1935
- (en) Colle's Chess Masterpieces, Black Knight Press, 1936
- (en) The Immortal Games of Capablanca, Chess Review, 1942
- (en) Botvinnik the Invincible, McKay, 1945
- (en) British Chess Masters, Past and Present, Bell, 1947
- (en) Nimzovich: The Hypermodern, McKay, 1948Réédité en 1958 par Dover sous le titre Hypermodern Chess: As Developed in the Games of its Greatest Exponent Aron Nimzovich.
- (en) Keres' Best Games of Chess, 1931–1948, Printed Arts & Co, 1949
- (en) The Unknown Alekhine, 1905-1914, Pitman, 1949Réédité en 1959 par Dover sous le titre Development of a Chess Genius, 100 Instructive Games of Alekhine.
- (en) A Treasury of British Chess Masterpieces, Collier, 1950
- (en) The Human Side of Chess, Pellegrini & Cudahi, 1952Biographie et palmarès des champions du monde de Anderssen à Euwe.
- (en) Morphy Chess Masterpieces, Macmillan, 1974Écrit avec Andrew Soltis.
- (fr) Les plus belles parties d’échecs de Paul Morphy, BoD, 2023  (ISBN 978-2-322-13823-4). (Traduction de Morphy Chess Masterpieces). Lire un extrait.

### Recueils de parties de maîtres
- (en) Chess Strategy and Tactics, Fifty Master Games, The Black Knight Press, 1933Écrit avec Irving Chernev.
- (en) The Fireside Book of Chess, Simon & Schuster, 1948Écrit avec Irving Chernev.
- (en) Fifty-one Brilliant Chess Masterpieces, Capitol Publishing, 1950
- Gagner aux échecs, Solar, 1976 ((en) Chess Masters on Winning Chess, Hanover House, 1960), trad. Denis AllickDix-neuf parties de maîtres (de Steinitz à Botvinnik) commentées par Reinfeld et leur vainqueur. Présentation de Michel Benoit.
- (en) Great Short Games of the Chess Masters, Collier, 1961
- (en) Great Brilliancy Prize Games of the Chess Masters, Collier, 1961
- (en) Great Moments In Chess, Stein and Day, 1963
- (en) Great Games by Chess Prodigies, Macmillan, 1967
- (fr) Superbes parties d'échecs qui raviront les amateurs !, BoD, 2025  (ISBN 978-2-3225-6061-5). (Traduction de Great Brilliancy Prize Games of the Chess Masters). Lire un extrait.

### Manuels sur la technique et la tactique
- (en) Practical End-game Play, Pitman, 1940
- (en) Winning Chess : How to Perfect Your Attacking Play, Faber & Faber, 1949Écrit avec Irving Chernev.
- (en) 1001 Brilliant Ways to Checkmate, Wilshire Books, 1955
- (en) 1001 Brilliant Chess Sacrifices and Combinations, Stirling, 1955
- (fr) La Perfection aux échecs, Payot, 1972 (traduction de How to play chess like a champion, Hanover House, Garden City, New York, 1956).

Livres écrits avec Al Horowitz
- (en) How to Think Ahead in Chess, Simon & Schuster, 1951  (ISBN 978-0-671-21138-7)
- (en) First Book of Chess, Harper é Row, 1952  (ISBN 978-0-389-00225-3)
- (en) How To Improve Your Chess, Collier, 1952
- (en) Chess Traps, Pitfalls, and Swindles, Simon & Schuster, 1954
- (en) The Macmillan Handbook of Chess, Macmillan, 1956